# 芭比之時尚奇蹟
《芭比之時尚奇蹟》（英語：Barbie: A Fashion Fairytale）是环球影业發行的錄影帶首映動畫電影作品，於2010年9月14日以DVD的形式在美國發售。該作為芭比動畫系列的第18部電影，是一個原創的現代化故事。這部電影首次由黛安娜·卡里纳代替凱莉·謝里丹來为芭比配音。電影講述了芭比的事業和感情遭受到雙重打擊，因此她来到巴黎，发现她的姨妈Millicent打算要关闭她的时尚設計工作室，而芭比和Millicent阿姨的助手Alice试图在三个神奇仙子的帮助下挽救时尚設計工作室。
台灣於2010年10月14日由得利影視股份有限公司代理發行DVD。2014年8月20日由傳訊時代多媒體股份有限公司再版發行。
香港於2010年10月18日由洲立影視有限公司代理發行DVD。10月19日發行VCD。
中国大陆由中国录音录像出版总社出版，中录华纳家庭娱乐有限公司发行DVD，之后DVD又由新汇集团上海声像出版社有限公司再版发行。

## 劇情
在拍攝改編自《豌豆公主》的電影時，Barbie開始質疑導演奇怪的創作選擇，導致她被解雇了。此後不久，Barbie在社交媒體平台上遭到網友的猛烈抨擊，並接到她的男朋友Ken打來的電話，Ken提出要和Barbie分手。傷心欲絕的Barbie爲了擺脫煩惱，打算帶着她的寵物狗Sequin去巴黎度假，正好可以去拜訪她的姨媽Millicent，她是一位受人尊敬的時裝設計師。與此同時，Barbie的朋友Teresa和Grace去找Ken談話，結果發現Ken要和Barbie分手的話其實是Barbie的競爭對手Raquelle故意錄給Barbie聽的，當時Ken正在和Raquelle對劇本。因此Ken決定趕到巴黎去彌補他和Barbie的關系。
在巴黎，Barbie從Millicent阿姨的競爭對手時裝設計師Jacqueline那裏得知，Millicent要破産了。Barbie遇見了Millicent阿姨和她的助手Alice，並被告知，她的阿姨因爲時裝界對她的詆毀和負面評論而失去了生意，並要將工作室大樓轉讓給熱狗大亨，開一家名爲“Hotdogeteria”的特許經營餐廳。
Alice把Barbie帶到閣樓，告訴她那些據說住在時尚設計工作室裏的神奇仙子。於是，Barbie和Alice在閣樓中發現了一個魔法衣櫥，和書中描繪的一模一样。她們把Alice最初設計的連衣裙放進了魔法衣櫥裏，隨後她們按照書中所說扳動了機關，在墻壁上發現了使用魔法衣櫥的咒語。她們在念完咒語後，魔法衣櫥裏開始閃現出三個神奇的光團，這讓Barbie和Alice驚奇不已。隨着光團不停的加速轉動，衣櫥大門突然炸開，飛出來三個渾身閃着耀眼光芒的小仙子，她們介紹自己爲“時尚仙子”，名字分別是Shyne、Shimmer和Glimmer。Alice的設計給小仙子們留下了深刻的印象，她們使用時尚魔法和閃光來增強它的效果。因爲時尚設計工作室是小仙子們力量的靈感和來源，Barbie和Alice決定舉行一場以Alice的新設計爲特色的時裝表演，以籌集足夠的資金來拯救Millicent阿姨的時尚設計工作室。於是，Barbie和Alice開始外出取材，尋找創意和設計靈感。
Jacqueline很快就發現了小仙子的事，於是她和她的助手在深夜偷偷溜進Millicent的時尚設計工作室綁架了她們。Jacqueline要求她們爲她的設計增添光彩，但小仙子們發現這些另類的設計並不能激發她們的靈感，於是就警告Jacqueline，她們的魔法可能會不穩定。Jacqueline也不理睬她們，打算在Millicent時尚設計工作室被收購的當晚舉辦自己的時裝秀。
盡管小仙子們消失了，Millicent還是從Alice的新設計中受到了啟發，决定幫助她們制作時裝秀的服裝。當天晚上晚些時候，Barbie的寵物狗Sequin、Millicent的狗和貓Jacques和Jilliana被小仙子所發出的閃光信號所吸引，因此注意到了小仙子們所在的位置。三只寵物溜進Jacqueline的工作室裏，把小仙子們救了出來。第二天，Barbie、Alice和Millicent一覺醒來，發現她們製作的新衣服在閃閃發光，而且還發現有人為時裝秀做了精心的布置，原來是小仙子們回來了。
到了晚上，Jacqueline展示了她的時裝秀。然而，小仙子的魔法開始適得其反，她設計的服裝當場腐爛在T台上，還散發出難聞的氣味。觀衆們感到十分厭惡，紛紛離開她的時裝秀，來到了街對面的Millicent工作室。Barbie開始在一場壯觀的時裝表演中展示新的設計，到場的觀眾越来越多，紛紛對这場惊艷的時装秀稱讚不已。故事最終，Glimmer用她的魔法當場改變了Barbie的禮服，展現了她擁有作爲一名設計師的天賦。不久之後，在巴黎路上幾經波折的Ken來到了時裝秀現場，並重申了他對Barbie的愛，還當場親吻了她。小仙子們即興發揮，把Ken的衣服變成了一套銀色的西裝。一名觀衆從該新系列生産線下了一大筆訂單，這筆錢足以讓Millicent從熱狗大亨手中重新買回這棟建築。
看了時裝秀而懊悔的Jacqueline爲她的行爲道歉，Millicent接受了她的道歉，甚至同意有機會和她合作。巴黎頂級時尚評論家Liliana Roxelle對這場時裝秀留下了深刻的印象，在祝賀她們的同時還邀請她們一起去參加她的一個私人派對。當他們在前往派對的途中，Barbie被電影工作室的負責人找到，一邊追趕着一邊邀請她，讓她在一部新片中擔任導演的工作。

## 配音員
※下表列出的角色名字没有中文译名，国语配音完全是以英语的读音來發音。
| 角色                                | 英語原聲                              | 國語配音              | 國語配音 | 國語配音 |
| 角色                                | 英語原聲                              | 中国大陆              | 台湾     | 广东话   |
| ----------------------------------- | ------------------------------------- | --------------------- | -------- | -------- |
| Barbie                              | 黛安娜·卡里纳                         | 司徒影                | 傅其慧   |          |
| Ken                                 | 阿德里安·彼得里夫                     | 董瓦拉                | 何志威   |          |
| Marie-Alecia "Alice"                | 塔碧莎·卓曼                           | 赵冰冰                | 丘梅君   |          |
| Millicent阿姨                       | 帕特里夏·德雷克                       | 李俊英                | 陳季霞   |          |
| Jacqueline                          | 亚历山德拉·迪瓦恩（Alexandra Devine） | 陈玉美                | 杜素真   |          |
| Jilliana                            | 安尼克·奥邦萨温                       | 萤火虫                | 杜素真   |          |
| Lilliana Roxelle                    | 妮可·奧利佛                           | 于小华                | 杜素真   |          |
| Lulu                                | 妮科尔·布马                           | 陈玉美                | 林沛笭   |          |
| Delphine                            | 香农·陈-肯特                          | 黄诗琦                | 雷碧文   |          |
| Shimmer                             | 凱莉·梅茨格                           | 周小英                | 雷碧文   |          |
| Teresa                              | 玛丽克·亨德里克瑟                     | 谢佳                  | 馮嘉德   |          |
| Glimmer                             | 安卓亞·李柏曼                         | 谢佳                  | 林美秀   |          |
| Grace                               | 坎迪斯·麦克卢尔                       | 樊维思                | 錢欣郁   |          |
| Raquelle                            | 布丽特·欧文                           | 小云                  | 賀世芳   |          |
| Shyne                               | 基娅拉·赞尼                           | 小云                  | 詹雅菁   |          |
| Sequin                              | 布兰迪·科普（Brandy Kopp）            | 樊维思                | 馬君珮   |          |
| 贵妇                                | ?                                     | 陈玉美                | 馬君珮   |          |
| 法国出租车司机（Paris Taxi Driver） | 查尔斯·法帝（Charles Fathy）          | 艾明                  | 康殿宏   |          |
| Jacques                             | 查尔斯·法帝（Charles Fathy）          | 赵威                  | 劉鵬傑   |          |
| 热狗大亨（Hotdogeteria Guy）        | 文森·童                               | 大饼                  | 王品超   |          |
| 邪恶皇后（Wicked Queen）            | 凱西·薇瑟樂克                         | 李丽蓉                | 龍顯蕙   |          |
| 时尚女（Fashionable Woman）         | 弗朗斯·佩拉斯（France Perras）        | 李丽蓉                | 龍顯蕙   |          |
| 猪农（Farmer）                      | 彼特·克拉米斯                         | 林森                  | 康殿宏   |          |
| Spencer                             | 彼特·克拉米斯                         | 大牛                  | 夏治世   |          |
| 僵尸魔豆（Zombie Peas）             | 迈克尔·多布森                         | 赵威、大饼 林森、艾明 | 鈕凱暘   |          |
| 空姐一                              | ?                                     | 赵冰冰                | 錢欣郁   |          |
| Todd                                | ?                                     | 林森                  | 夏治世   |          |
| 车掌                                | ?                                     | 大饼                  | 夏治世   |          |
| 路人                                | ?                                     | 大饼                  | 劉鵬傑   |          |
| 司机                                | ?                                     | 林森                  | 鈕凱暘   |          |

## 主题歌
Life is a Fairytale / 奇妙梦幻人生
创作：Amy Powers, Jeannie Lurie, Gabriel Mann, Rob Hudnut
演唱：Tiffany Giardina
国语版演唱：沈凤

## 配音譯製人員
中国大陆國語版工作人員
- 翻译：刘惠岚
- 导配：蔡济生
- 音乐导配：陶赞新
- 收音师：邓显辉
- 混音：Victor Garcia
- 统筹：黄卓瑶
- 国际项目统筹：Angela Sa

台灣國語版工作人員
- 翻譯：劉惠嵐
- 對白領班：夏治世
- 對白錄音師：林正騏
- 混音師：Victor Garcia
- 製作統籌：王紀盛
- 國際專案統籌：Angela Sa

## 備註
1. 1 2  依照芭比系列電影上映次序。

## 資料來源
1. ↑  . 2022-11-18  [2022-11-18]. （原始内容存档于2022-11-18）.
2. ↑  . 2022-11-18  [2022-11-18]. （原始内容存档于2022-11-18）.
3. ↑  . 2022-11-18  [2022-11-18]. （原始内容存档于2022-11-18）.
4. ↑  . 2022-11-18  [2022-11-18]. （原始内容存档于2022-11-18）.
5. ↑  . 2022-11-18  [2022-11-18]. （原始内容存档于2022-11-18）.

## 外部連結
- 《芭比之時尚奇蹟》 （页面存档备份，存于） - 環球影業家庭娛樂（英文）
- 互联网电影数据库（IMDb）上《芭比之時尚奇蹟》的资料（英文）
- AllMovie上《芭比之時尚奇蹟》的资料（英文）
- 爛番茄上《芭比之時尚奇蹟》的資料（英文）
- 豆瓣电影上《芭比之時尚奇蹟》的資料 （简体中文）